# Кастелмаса
Кастелмаса је насеље у Италији у округу Ровиго, региону Венето.
Према процени из 2011. у насељу је живело 3421 становника. Насеље се налази на надморској висини од 11 м.

## Становништво
| 1951. | 1961. | 1971. | 1981. | 1991. | 2001. | 2011. |
| ----- | ----- | ----- | ----- | ----- | ----- | ----- |
| 4.616 | 4.898 | 5.015 | 5.169 | 4.724 | 4.312 | 4.291 |